# Firebase
Pour l’article ayant un titre homophone, voir Firebird (base de données).
Firebase est un ensemble d'outils pour l'hébergement et le développement d'applications mobiles et web, qui permet l'envoi de notifications et de publicités, la remontée des erreurs et des clics effectués dans l'application. 

## Historique
Firebase est dérivé de Envolve, une startup créée en 2011 par Andrew Lee et par James Templin, qui propose une interface de programmation permettant à des webmasters d'incorporer un outil de messagerie instantanée à leurs sites. Les deux entrepreneurs fondent ensuite Firebase pour commercialiser l'architecture qui permet l'échange de données en temps réel. 
Firebase est rachetée par Google en octobre 2014 et appartient aujourd'hui à la maison mère de Google, Alphabet.
En 2020, il est estimé que le service est utilisé par 30 % des applications du magasin Google play.
Firebase est aujourd'hui utilisé par plus de 110 000 développeurs.

## Fonctionnement
Firebase est un outil d'aide au développement d'applications web,  Android, iOS, et Unity. Il propose un hébergement en nuage et utilise NoSQL pour héberger des bases de données. 
Il propose des logiciels utilisés pour le développement d'applications mobiles pour enregistrer des données, envoyer des notifications et des publicités, remonter les erreurs et les clics effectués sur l'application. Il fonctionne dans une application et est invisible de l'utilisateur de l'application.

## Controverse sur la vie privée
En mai 2020, une étude révèle que 4,8 % des applications qui utilisent Firebase, soit 24 000, enregistrent leurs données de manière non sécurisée, telles que des adresses électroniques, des identifiants, mots de passe, nom et prénom, numéro de téléphone, copie de messagerie instantanée, adresse postale, adresse IP, géolocalisation, données de carte de paiement, etc. et que ces données sont accessibles avec une simple recherche web. Google a supprimé ces informations des résultats de son moteur de recherche, mais ces données restent accessibles par d'autres moteurs de recherche,.
Le 14 juillet 2020, Google est poursuivi en justice pour violation de la loi fédérale des États-unis sur les écoutes téléphoniques. Google est accusé de collecter et enregistrer des données personnelles avec Firebase, en particulier les informations consultées par l'utilisateur dans un grand nombre d'applications (actualité, transports en commun, etc.), y compris si les instructions de Google ont été suivies pour désactiver l'« Activité sur le Web et les applications ».  Deux des plaintes sont rejetées en janvier 2022, le juge de district en chef Richard Seeborg jugeant que l'attente de désactivation de la collecte de données lorsqu'on active le bouton Web & App Activity ne constitue pas un contrat.